# Jełdos Smietow
Jełdos Baktybajuły Smietow (ros. Елдос Бактыбайулы Сметов, ur. 9 września 1992 r.) – kazachski judoka, srebrny medalista igrzysk olimpijskich z Rio de Janeiro i brązowy w Tokio, mistrz świata, złoty medalista igrzysk azjatyckich. Złoty medalista olimpijski z Paryża 2024.

## Igrzyska olimpijskie
Na igrzyskach zadebiutował w 2016 roku. W finale kategorii do 60 kilogramów przegrał przez waza-ari z Biesłanem Mudranowem reprezentującego Rosję, zdobywając srebrny medal.
| Runda       | Przeciwnik         | Wynik     | Osiągnięcie |
| ----------- | ------------------ | --------- | ----------- |
| 1. runda    | Wolny los          | Wolny los | srebro      |
| 2. runda    | Mohamed El-Kawisah | W 100–000 | srebro      |
| 3. runda    | Ashley McKenzie    | W 001–000 | srebro      |
| Ćwierćfinał | Diyorbek Urozboyev | W 001–000 | srebro      |
| Półfinał    | Orxan Səfərov      | W 010–000 | srebro      |
| Finał       | Biesłan Mudranow   | P 000–010 | srebro      |